# Armenischer Rubel
Der Rubel (armenisch ռուբլի, russisch рубль) war zwischen 1919 und 1923 die Währung der Demokratischen Republik Armenien und der Armenischen SSR. Er löste zunächst den ersten Transkaukasischen Rubel ab, bevor Armenien nach der Eingliederung in die Transkaukasische SFSR den zweiten Transkaukasischen Rubel annahm. Es gab keine Unterteilungen der Währung und es wurden ausschließlich Banknoten ausgegeben.

## Banknoten
Die Demokratische Republik Armenien gab zunächst provisorische Schecks im Wert von 5, 10, 25, 50, 100, 250, 500, 1.000, 5.000 und 10.000 Rubeln aus. Die meisten wurden recht grob gedruckt, der Text war größtenteils russisch. Im Vereinigten Königreich wiederum wurden durch Waterlow and Sons Ltd. qualitativ bessere Banknoten im Wert von 50, 100 und 250 Rubeln gedruckt. Entworfen wurden sie von den beiden Künstlern Arschak Fethwatschjan und Hakob Kodschojan, ihre Texte waren russisch, armenisch und auch französisch.
In Armenien gedruckte Banknoten:
| Bild        | Bild      | Wert         |
| Vorderseite | Rückseite | Wert         |
| ----------- | --------- | ------------ |
|             |           | 5 Rubel      |
|             |           | 50 Rubel     |
|             |           | 250 Rubel    |
|             |           | 500 Rubel    |
|             |           | 5.000 Rubel  |
|             |           | 10.000 Rubel |

Im Vereinigten Königreich gedruckte Banknoten:
| Bild        | Bild      | Wert      |
| Vorderseite | Rückseite | Wert      |
| ----------- | --------- | --------- |
|             |           | 50 Rubel  |
|             |           | 100 Rubel |
|             |           | 250 Rubel |

Die Armenische SSR gab Banknoten im Wert von 5.000, 10.000, 25.000, 100.000, 500.000, 1.000.000 und 5.000.000 Rubeln aus. Auf den Banknoten befanden sich sowohl russische als auch armenische Texte, auf ihren Rückseiten kommunistische Parolen in unterschiedlichen Sprachen.